# Бобков, Владимир Витальевич
Владимир Витальевич Бобко́в (укр. Володимир Віталійович Бобков; род. 1 марта 1980, Красногвардейский район, Крымская область) — украинский и российский историк, политический и общественный деятель. Кандидат исторических наук (2004), доцент (2007). Заместитель председателя Государственного Совета Республики Крым (с 2018). Член Президиума и Регионального политического совета Крымского регионального отделения партии «Единая Россия».

## Биография
Родился 1 марта 1980 года в с. Краснознаменка Красногвардейского района Крымской области. Отец — Виталий Иванович Бобков (род. 1955), бригадир совхоза «Краснознаменский», депутат Крымского областного Совета народных депутатов 18-го созыва (1982—1985) от Красногвардейского района.

### Образование и научная деятельность
В 1997 году окончил Краснознаменскую среднюю школу с золотой медалью, в 2002 году — исторический факультет Таврического национального университета имени В. И. Вернадского. Обучался в аспирантуре того же университета. В 2004 году в Днепропетровском национальном университете под научным руководством доктора исторических наук, профессора А. А. Непомнящего защитил диссертацию на соискание учёной степени кандидата исторических наук под заглавием «Развитие статистических исследований в Таврической губернии в XIX — начале XX века».
В 2005—2007 годах — заведующий Музеем истории ТНУ имени В. И. Вернадского. С 2007 по 2012 год работал в Таврическом гуманитарно-экологическом институте доцентом кафедры философии и социально-экономических дисциплин, доцентом и заведующим кафедрой общей и прикладной политологии.
В сферу научных интересов входят: история Крыма и юга Украины в XIX — начале XX века, крымоведение, история развития высшего образования Крыма в XX веке, периодические издания Новороссийского края как исторический источник. Выпущенный в 2004 году как 1-й выпуск серии «Биобиблиография краеведения» биобиблиографический указатель В. В. Бобкова «Статистики Таврической губернии (XIX — начало XX века)» стал библиографической редкостью. В результате проведённой историком поисковой работы в научный оборот введена информация о 197 статистиках, работавших в Таврической губернии, и библиография их трудов.
Занимается научно-исследовательской работой, связанной со сбором и систематизацией информации, освещающей основные этапы функционирования
концентрационного лагеря «Красный». 22 июня 2021 года презентовал написанную совместно с председателем Государственного Совета Республики Крым В. А. Константиновым и историком М. Б. Кизиловым книгу «„Красный“. История нацистского лагеря смерти». Участвовал в создании макета реконструированного исторического облика концлагеря «Красный», который будет выставлен в мемориальном комплексе жертв фашистской оккупации Крыма.

### Предпринимательская деятельность
С августа 2012 по июль 2014 года — частный предприниматель.

### Политическая деятельность
В 2006—2014 годах — депутат 5-го и 6-го созывов Симферопольского городского совета. С 2014 года — член партии «Единая Россия», ранее (с 2010 по 2014) — член партии «Русское единство», глава движения «Молодые за „Русское единство“». В августе 2014 года стал помощником члена Совета Федерации Федерального Собрания Российской Федерации С. П. Цекова. В сентябре 2014 года избран депутатом Государственного Совета Республики Крым от Крымского регионального отделения партии «Единая Россия». Председатель Комитета Госсовета Республики Крым по образованию, науке, молодёжной политике и спорту с сентября 2014 по сентябрь 2019 года. В ноябре 2018 года избран руководителем фракции партии «Единая Россия» в Госсовете Республики Крым и заместителем председателя Госсовета Республики Крым. В сентябре 2019 года переизбран депутатом и заместителем председателя Госсовета Республики Крым.
На выборах в Государственную Думу России 2021 года вошёл в объединённую группу списка «Единой России» по Республике Крым под восьмым номером.
С 13 сентября 2024 года — председатель Комитета Государственного Совета Республики Крым по патриотическому воспитанию и молодёжной политике.

### Общественная деятельность
- Член Национального союза краеведов Украины (с 2008)[3]
- Член Президиума региональной общественной организации «Русская община Крыма»[13]
- Член совета по вопросам использования русского языка и совершенствования внутренней языковой политики в Республике Крым (с 2021)[14]

## Семья
- Жена — Оксана Михайловна Бобкова (род. 1979, Симферополь), кандидат исторических наук (2007), доцент (2009), сотрудник Крымского республиканского института постдипломного педагогического образования (с 2002)[3]. Занимается бизнесом в сфере производства и продажи игрушек и предметов декора (ИП с 2015 года). В 2017 году стала учредителем автономной некоммерческой организации «Издательский дом «Переплётъ» в Симферополе. В 2018 году, согласно декларации, заработала почти 32 млн, а её муж — 5 млн рублей[15][16]. Семья воспитывает сына[1].

## Награды
- Грант Автономной Республики Крым молодым учёным Крыма (2007) — за проект «Становление и развитие высшего образования в Крыму (1918—1925 гг.)»[17]
- Медаль «За защиту Республики Крым» (2015)[13]
- Медаль «За доблестный труд» (2018)[18]
- Орден «За верность долгу» (2023)[19]
- Государственная премия Республики Крым за 2024 год — за научно-популярное издание «…Исполнив роли главные свои. История театральной подпольно-патриотической группы „Сокол“»[20]

## Санкции
23 февраля 2024 года Бобков внесён в санкционный список стран Евросоюза

Он курирует и проводит политику, направленную на реализацию законодательства РФ в незаконно аннексированном Крыму, в том числе в отношении языковой политики. Он также поддерживает агрессивную войну России против Украины. Действуя в этом качестве, он поддерживает и осуществляет действия и политику, которые угрожают территориальной целостности, суверенитету и независимости Украины.— «Официальный журнал Европейского союза», Брюссель, 23 февраля 2024 года
По аналогичному основанию, а также за распространение нарративов российской пропаганды, находится под санкциями Украины

## Научные труды
Автор более 30 научных публикаций, среди них:
- Документы о деятельности сотрудников статистических комитетов Таврической губернии в XIX — начале XX века как исторический источник // Архівознавство. Археографія. Джерелознавство: Міжвідомчий зб. наук. праць. — Киев, 1999. — Вып. 1: Архів та особа. — С. 238—245.
- Матеріали газетної періодики Криму XIX — початку ХХ ст. як джерело з вивчення діяльності статистиків Таврійської губернії // Зб. праць Науково-дослідного центру періодики / Львівська наук. б-ка ім. В. Стефаника :  [укр.]. — 2003. — Вып. 11. — С. 215—227.
- Керчь-Еникальский статистический комитет: создание и основные направления деятельности // Боспорские исследования / Ин-т востоковедения им. А. Крымского НАН Украины. — Симферополь, 2003. — Вып. 3. — С. 147—157.
- К истории земско-статистических исследований в Таврической губернии (1884—1889) // Культура народов Причерноморья. — 2003. — № 46. — С. 122—127.
- Современная историография истории региональных статистических исследований в досоветскую эпоху // Учёные записки Таврического национального университета им. В. И. Вернадского. Серия: История. — 2003. — Т. 16 (55), № 2. — С. 3—8.
- Из истории краеведческих исследований на юге Украины по данным архивов Санкт-Петербурга и Симферополя // Студії з архівної справи та документознавства. — 2003. — Т. 10. — С. 226—229.
- До біографії К. В. Ханацького: За матеріалами архівів Санкт-Петербургу та Сімферополя // Історія і культура Придніпров’я. Невідомі та маловідомі сторінки : Науковий щорічник :  [укр.]. — Дніпропетровськ, 2004. — Вып. 1. — С. 44—48.
- Статистики Таврической губернии (XIX — начало XX века): биобиблиографический указатель / под ред., вступ. ст. А.  А. Непомнящего; Таврический национальный университет им. В. И. Вернадского. — Симферополь, 2004. — 304 с. — (Биобиблиография крымоведения ; вып. 1).
- Профессора Таврического национального университета им. В. И. Вернадского / ред. кол.: Н. В. Багров, В. Н. Бержанский, В. В. Лавров ; сост.: В. Г. Ена, В. В. Бобков, В. К. Фёдоров. — Киев: Либідь, 2007. — 171 с. — ISBN 978-966-06-0494-0.
- «Неофіційна частина» губернських відомостей: інформаційні можливості як історичного джерела (на прикладі видань Південних регіонів України) // Українська періодика: Історія і сучасність: Доп. та повід. десятої Всеукраїнської наук.-теоретич. конф., Львів, 31 жовтня — 1 листопада 2008 р. (укр.) / за ред. М. М. Романюка. — Львів, 2008. — С. 251—260.
- Феодосийский градоначальник Александр Иванович Казначеев : основные вехи административной деятельности // Учёные записки Таврического национального университета им. В. И. Вернадского. Серия: Исторические науки. — 2010. — Т. 23 (62), № 1. — С. 32—41.
- «Красный». История нацистского лагеря смерти. Симферополь. Крым. 1941—1944 / В. А. Константинов, М. Б. Кизилов, В. В. Бобков. — Симферополь: ИТ «АРИАЛ», 2021. — 412 с. — ISBN 978-5-907438-61-3.